# Station Bietigheim-Bissingen
Station Bietigheim-Bissingen is een spoorwegstation in de Duitse gemeente Bietigheim-Bissingen. Het werd geopend in 1847. Met 8 perronsporen is het station het grootste van het district Ludwigsburg.  